# Waverly (Minnesota)
Waverly è una città degli Stati Uniti d'America, situata in Minnesota, nella contea di Wright.